# Phil Bauhaus
Phil Bauhaus (Bocholt, Renânia do Norte-Vestfália, 8 de julho de 1994) é um ciclista profissional alemão. Atualmente corre pela  equipe Bahrain Merida.

## Palmarés
2013
- 1 etapa do Tour da Bulgária

2014
- Skive-Løbet
- 3º no Campeonato da Alemanha em Estrada
- 2 etapas da Volta a Portugal
- 1 etapa do Baltic Chain Tour
- Kernen Omloop Echt-Susteren

2016
- 1 etapa do Tour de Azerbaijão
- 1 etapa do Oberösterreichrundfahrt
- 1 etapa da Volta a Dinamarca

2017
- 1 etapa do Critérium do Dauphiné[2]

2018
- 1 etapa do Tour de Abu Dhabi

2019
- Coppa Bernocchi

## Resultados nas Grandes Voltas
Durante a sua carreira desportiva conseguiu os seguintes postos nas Grandes Voltas.
| Carreira        | 2013 | 2014 | 2015 | 2016 | 2017 | 2018 | 2019 | 2020 | 2021 | 2022 |
| --------------- | ---- | ---- | ---- | ---- | ---- | ---- | ---- | ---- | ---- | ---- |
| Giro d'Italia   | -    | -    | -    | -    | Ab.  | -    | -    | -    | -    | 138  |
| Tour de France  | -    | -    | -    | -    | -    | -    | -    | -    | -    | -    |
| Volta a Espanha | -    | -    | -    | -    | -    | -    | Ab.  | -    | -    |      |

-: não participou 

Ab.: abandonou 